# Barnet (londýnský obvod)
Městský obvod Barnet ([ˈbɑː(r)nɪt]; oficiální název – London Borough of Barnet) je městským obvodem na severu Londýna, jde o součást Vnějšího Londýna.
Hustota obydlení této části je různorodá; severní část tvoří Barnet – předměstí obydlené příslušníky střední třídy. Na severu jsou ale také obvody Edgware, Totteridge, Whetstone a Mill Hill s nízkou hustotou obyvatelstva.
Směrem na jih se hustota obydlení zvyšuje v okolí předměstí Cricklewood, Colindale, Hendon a Finchley. Známou oblastí se soustředěním židovské komunity je Golders Green a jižní část tvoří předměstí Hampstead Garden.
Městský obvod byl vytvořen roku 1965 z Municipal Borough of Finchley, Municipal Borough of Hendon a Friern Barnet Urban District hrabství Middlesex a East Barnet Urban District a Barnet Urban District hrabství Hertfordshire.

## Zajímavá místa

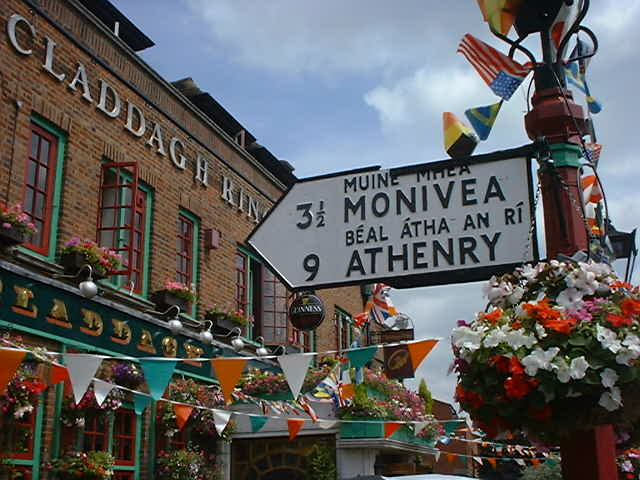
Claddagh Ring v Church Road

Tato městská část obsahuje mnoho parků a veřejných prostranství. Obvod kontroluje pět místních přírodních rezervací a spolu s městským obvodem Brent zodpovídá za rezervaci Welsh Harp. Navíc je zde hodně prostranství, kde jsou hřbitovy a golfová hřiště, vřesoviště Hampstead Heath a malé rekreační oblasti.
V Barnetu sídlí Middlesex University Business School.

## Členění
Obvod se skládá z následujících čtvrtí:
- Arkley
- Barnet
- Brunswick Park
- Burnt Oak
- Childs Hill
- Cricklewood
- Church End Finchley
- Cockfosters
- Colney Hatch
- Colindale
- East Barnet
- East Finchley
- Edgware
- Finchley
- Friern Barnet
- Golders Green
- Monken Hadley
- Hale
- The Hyde
- Hampstead Garden Suburb
- Hendon
- Holders Hill
- Mill Hill
- Mill Hill East
- New Barnet
- New Southgate
- North Finchley
- Oakleigh Park
- Temple Fortune
- Totteridge
- West Hendon
- Whetstone
- Woodside Park